# イモーションズ・アノニマス
エモーションズ・アノニマス（Emotions Anonymous、EA）とは、精神と感情の問題からの回復を目的とする12ステップのプログラムを用いた自助グループ。米国には2004年時点で約1100のEAグループが存在する。EAは、アルコホーリクス・アノニマス(AA)が開発した精神と感情の問題を抱える人を対象とした12ステッププログラムを用いる3大団体の一つである。
EAの先駆者としてはNeurotics Anonymous、Emotional Health Anonymous (EHA)などがある。Neurotics Anonymousはナルコティクス・アノニマス(NA)との混同を避けるために、N/A またはNAIL と略される。

## 誤解されがちな点

### 目的
EAは精神療法、精神科の薬、その他専門科による精神科治療の代替となるものではない。精神科の治療が自分には向かない、抵抗がある、不満を持っている、そのような人々はEAは有用ではあろう。EAはメンバーに対し、いかなる立場からも助言を提供することは無い。EAメンバーはこのことを「質問なし、助言なし、自分自身に対して指摘する（"No questions, no advice, stick to yourself."）」と表現している。

## 統計
Grover Boydstonは1974年、NAILについて初めての統計研究を実施した。12ステップのプログラムは匿名性を重視するため、統計データは稀となる。
- 障害のタイプ: Boydstonの調査ではNAILメンバーに対し「主訴」についてオープンエンド設問を行い、結果を以下に要約した。メンバーの多くは一つ以上の主訴を抱えていた。

| 1. 抑うつ (58%) 2. 不安 (32%) 3. 恐怖 (23%) 4. 人間関係の問題(18%) 5. 心身症的な痛み (14%) 6. 混乱 (13%) | 1. 生きる望みがない (11%) 2. コーピング能力の欠如 (9%) 3. 神経質 (7%) 4. 孤独感 (6%) 5. 失望感 (5%) 6. 憎悪 (3%) |

- 性別: Boydstonの研究では、NAILメンバーの36%が男性、64%が女性であった[8]。

## プロセス
EAは精神と感情の問題を、アディクションのような慢性的な進行性の病気と捉える。EAメンバーは、彼ら自身の問題を完全にコントロールすることができないという事を認める「底付き（hit bottom）」を模索する 。

### Emotions Anonymous
- Emotions Anonymous International
- Emotions Anonymous - ドイツ
- / Emotions Anonymous - 日本

### Neurotics Anonymous
- Neurotics Anonymous in the United States
- Neurotics Anonymous in Argentina
- Neurotics Anonymous in Brazil
- Neurotics Anonymous in Mexico
- Neurotics Anonymous in Portugal
- 図書館にあるNeurotics Anonymousに関係する蔵書一覧 - WorldCatカタログ

### Emotional Health Anonymous
- Emotional Health Anonymous
- 図書館にあるEmotional Health Anonymousに関係する蔵書一覧 - WorldCatカタログ